# Antonio Gómez Díaz
Antonio Gómez Díaz (Sevilla, 1951) es un pintor español.

## Biografía
Realizó sus estudios en la Escuela Superior de Bellas Artes Santa Isabel de Hungría de Sevilla. Ha expuesto en distintas galerías: Biosca (Madrid) 1993, Sen (Madrid) 1997, Juan Manuel Lumbreras (Bilbao) 2001, Pepe Rebollo (Zaragoza) 2002, Haurie (Sevilla) 2003; y como exposiciones colectivas: Museo de Arte Contemporáneo de Sevilla (Andalucía, arte de una década) 1988-1989 y exposición itinerante por la Unión Europea del Ministerio de Asuntos Exteriores (Joven pintura española: El Sueño de Andalucía). Recibió el segundo premio del Premio Penagos 2005.
Tiene obra en las colecciones "Colección Arte y Naturaleza" y "Col.lecció Testimoni". Fundación Caixa Barcelona.
Publicación (1990) de la carpeta Seis poetas, seis pintores. A las seis cuerdas Bienal de Arte Flamenco VI. Editado por el Área de Cultura del Ayuntamiento de Sevilla y la Fundación Antonio Machado.